# 無症候性キャリア

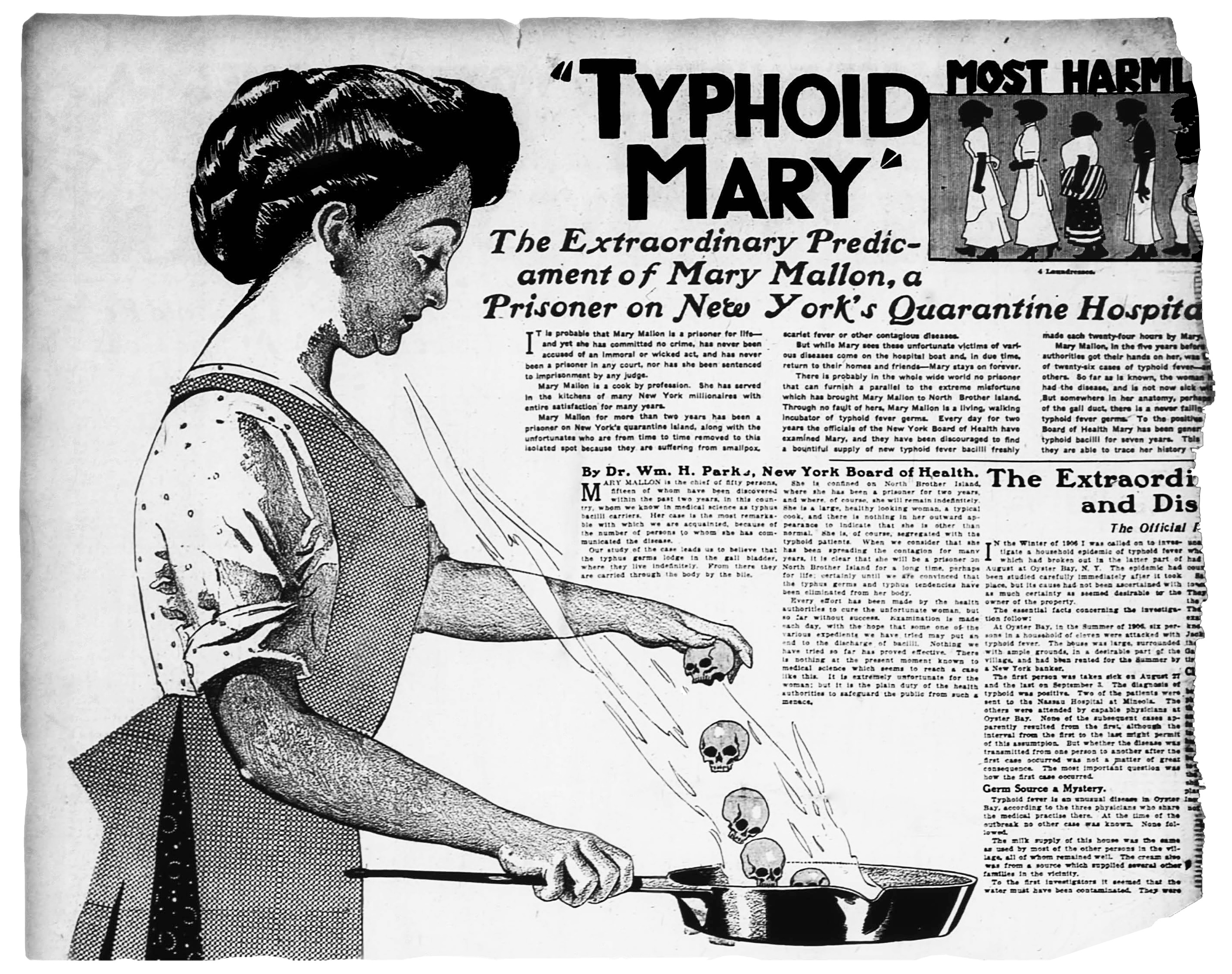
無症候性キャリアにより多数の感染者を出した腸チフスのメアリー

無症候性キャリア（むしょうこうせいキャリア、英: asymptomatic carrier）とは、病原体による感染が起こっていながら、明瞭な症状が顕れないまま、他の宿主（ヒトや動物など）にその感染症を伝染させる可能性のある宿主のこと。無症候キャリアとも。特に細菌による感染の場合は無症候性保菌者、健康保菌者と呼ばれることもある。

## 概要
さまざまな病原体がその宿主（ヒトや動物など）に感染することで感染症が引き起こされるが、このとき感染が成立しても、その感染症特有の症状がはっきりと判らない、無症候の場合がある。宿主の免疫などの感染に対する防御機構の働きによって発病するに至らない場合（不顕性感染）や、その病原体に特有の性状（慢性疾患の原因であるなど）によって症状の出ない時期がある場合が、これにあたる。
この状態の宿主は、症状が顕れないために外見上は健康で非感染者との見分けがつかないが、その病原体が宿主の体内で増殖している場合があり、特にヒトからヒトに感染する伝染病などでは、本人が気付かないままに感染源としての役割を果たす場合がある。このような状態にある宿主を無症候性キャリアと呼ぶ。
代表的な例の一つに、ヒト免疫不全ウイルス (HIV) 感染症（後天性免疫不全症候群、エイズ）の場合がある。HIV感染症では感染直後に一過性の風邪様の症状があらわれるが、その後長い場合では10年間以上、症状の顕れない時期（無症候期）が続き最終的にエイズを発症する。しかし、無症候期の間もHIVは血液中でT細胞に感染しながら徐々に増殖しており、この時期の宿主も感染源として血液や性交渉を介してHIVを伝染させる能力を持った、無症候性キャリアの状態にある。このほか、ヒトT細胞白血病ウイルス（ヒトTリンパ球向性ウイルス）や、慢性ウイルス性肝炎の原因となるB型肝炎ウイルス、C型肝炎ウイルスなど、潜伏感染や慢性感染を起こす病原体による疾患で多く見られる。
HIV感染症のように進行の遅い疾患以外でも、クラミジアや淋菌による性感染症では女性に自覚症状が出にくいため、一種の無症候性キャリアとなりうる。またノロウイルスによる食中毒などの流行にも無症候性キャリアが関与している可能性が指摘されている。
無症候性キャリアになった人物としては、腸チフスの原因となるチフス菌が胆嚢に感染し、感染が弱かったが故に抗体を持ってしまったという珍しい事が起こった結果、知らずの内に無症候性キャリアとなったメアリー・マローンが知られる。しかし、彼女は無症候性キャリアの自覚が無かった上に信じようとしていなかったとされ、それ故に周りをチフスに感染させてしまい、最終的には事件となり、隔離された。尚、当時のニューヨークには100人から200人はチフス菌の無症候性キャリアが居たとされ、メアリー･マローンを含む何人かは就業制限を受けていたとされている。